# Doliops ligata
Doliops ligata är en skalbaggsart som beskrevs av Schwarzer 1929. Doliops ligata ingår i släktet Doliops och familjen långhorningar.
Artens utbredningsområde är Filippinerna. Inga underarter finns listade i Catalogue of Life.